# Autobahnkreuz Münster-Süd
Das Autobahnkreuz Münster-Süd (Abkürzung: AK Münster-Süd; Kurzform: Kreuz Münster-Süd) ist ein Autobahnkreuz in Nordrhein-Westfalen in der Nähe von Münster. Es verbindet die Bundesautobahn 1 (Heiligenhafen – Köln – Saarbrücken; E 37) mit der Bundesautobahn 43 (Münster – Wuppertal).

## Geografie
Das Autobahnkreuz liegt auf dem Stadtgebiet von Münster im Stadtbezirk Münster-West. Nächstgelegene Stadtteile sind Albachten und Mecklenbeck. Es befindet sich etwa 10 km südwestlich der Münsteraner Innenstadt, etwa 45 km nördlich von Dortmund und etwa 50 km südwestlich von Osnabrück.
Das Autobahnkreuz Münster-Süd trägt auf der A 1 die Anschlussstellennummer 78, auf der A 43 die Nummer 2.

## Geschichte
Ursprünglich war das Autobahnkreuz in Kleeblattform ausgeführt worden. Aufgrund der Zunahme des Verkehrs aus dem Ruhrgebiet in Richtung Norden über die A 43 und des gleichzeitigen Ausbaus der bisherigen sechsspurigen A 1 zwischen dem Kreuz Münster-Süd und Münster-Nord wurde die Form des Kreuzes verbessert. Anfang des Jahres 2003 wurde damit begonnen, einen Überwurf quer über das Autobahnkreuz hin zur A 1 in Fahrtrichtung Norden zu bauen. Nach fast 2,5 Jahren Bauzeit wurde am 12. August 2005 dieser Überwurf offiziell für den Verkehr freigegeben. Der Umbau des gesamten Autobahnkreuzes hat circa 15 Millionen Euro gekostet. Das hierfür erforderliche Brückenbauwerk ist 412 Meter lang und überwindet einen Höhenunterschied von 15 Metern zwischen den beiden Autobahnen. Besonders hieran ist die Bauweise im Taktschiebeverfahren mit einem Bogen im Radius von 340 Metern.
Die nicht mehr benötigten Abbiegespuren wurden daraufhin abgebrochen bzw. zurückgebaut. Der Rest des Autobahnkreuzes wurde in Kleeblattform beibehalten. Es ist daher nur noch bedingt möglich, auf dem Kreuz zu wenden. Es entfallen die Wendemöglichkeiten auf der A 43 in Fahrtrichtung Münster und der A 1 in Fahrtrichtung Süden.
Zwischen 2010 und 2014 wurde die A 1 im Bereich des Autobahnkreuzes sechsspurig ausgebaut. Hierbei werden die beiden im Jahre 1965 errichteten Brücken über die A 43 nacheinander abgetragen und neu aufgebaut.

## Verkehrsaufkommen
Das Kreuz wird täglich von rund 134.000 Fahrzeugen befahren.
| Von                   | Nach                     | Durchschnittliche tägliche Verkehrsstärke | Durchschnittliche tägliche Verkehrsstärke | Durchschnittliche tägliche Verkehrsstärke | Anteil Schwerlastverkehr | Anteil Schwerlastverkehr | Anteil Schwerlastverkehr |
| Von                   | Nach                     | 2005                                      | 2010                                      | 2015                                      | 2005                     | 2010                     | 2015                     |
| --------------------- | ------------------------ | ----------------------------------------- | ----------------------------------------- | ----------------------------------------- | ------------------------ | ------------------------ | ------------------------ |
| AS Münster-Nord (A 1) | AK Münster-Süd           | 69.700                                    | 57.800                                    | 81.500                                    | 18,6 %                   | 20,2 %                   | 16,3 %                   |
| AK Münster-Süd        | AS Münster-Hiltrup (A 1) | 56.700                                    | 53.700                                    | 66.100                                    | keine Daten              | 16,6 %                   | 13,4 %                   |
| Knoten Münster (B 51) | AK Münster-Süd           | 27.700                                    | 55.800                                    | 55.600                                    | 04,8 %                   | 05,9 %                   | 06,1 %                   |
| AK Münster-Süd        | AS Senden (A 43)         | 60.000                                    | 60.300                                    | 65.400                                    | 12,6 %                   | 11,3 %                   | 10,8 %                   |